# Lepuguen
Lepuguen (Lepguen, Lep Guen) ist eine osttimoresische Aldeia im Suco Tapo/Memo (Verwaltungsamt Maliana, Gemeinde Bobonaro). 2015 lebten in der Aldeia 1249 Menschen.

## Geographie

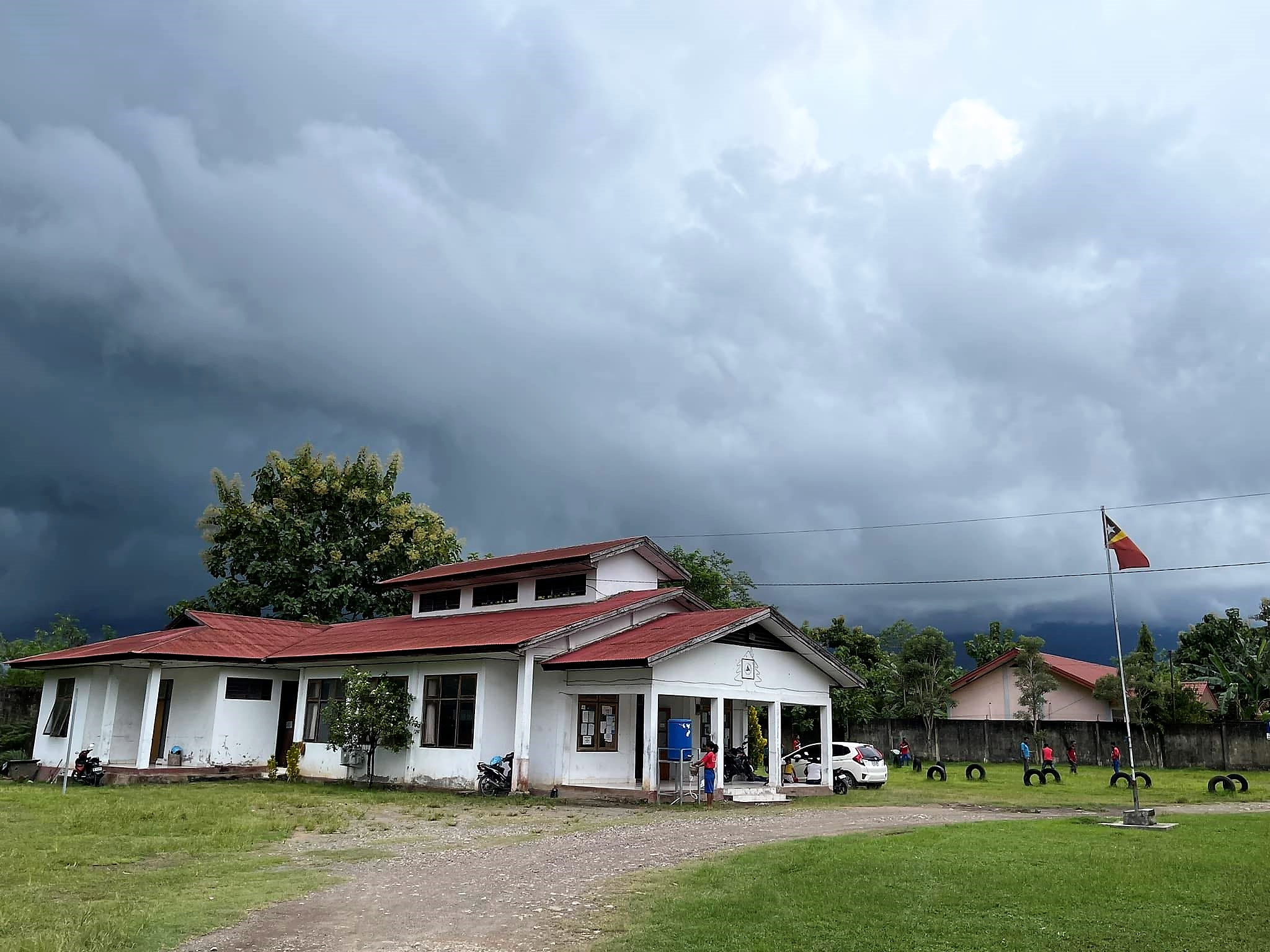
Nationaldirektorats für Verkehr und Land (DNTT)

Lepuguen liegt im Zentrum des Sucos Tapo/Memo. Südwestlich befinden sich die Aldeias Uluatin und Pip Galag 1 und nordwestlich die Aldeia Tunu Bibi. Im Norden grenzt Lepuguen an die Sucos Holsa, Lahomea und Odomau. Lale und Sosso, Zuflüsse des Nunura markieren einen Großteil der Grenze zu diesen Sucos. Im Süden bildet der Fluss Malibaca die Grenze zu Indonesien.
Im Südosten von Lepuguen befindet sich der Ort Babulo mit einer Grundschule. Im Norden liegt die kleine Siedlung Laho Aman. Nördlich von ihr befindet sich ein Vorort der Gemeindehauptstadt Maliana. Hier stehen das Malibaca Yamato Stadium Maliana, die Escola Técnica (ESTV Malibaca Yamato), der lokale Sitz des Nationaldirektorats für Verkehr und Land (DNTT), des Nationalen Gesundheitsdienstes und des Staatssekretariat für Beschäftigungspolitik und Berufsbildung (SEPFOPE). Auf dem Gelände des heutigen Stützpunkts der Batalhão de Ordem Pública (BOP) befand sich zuvor der regionale Stützpunkt der UNMIT.

## Politik
2023 wurde Dinis Amaral zum Chefe de Aldeia gewählt.